# Ecionemia dominicana
Ecionemia dominicana är en svampdjursart som först beskrevs av Gustavo Pulitzer-Finali 1986.  Ecionemia dominicana ingår i släktet Ecionemia och familjen Ancorinidae.
Artens utbredningsområde är Dominica. Inga underarter finns listade i Catalogue of Life.